# Proclossiana excelsa
Proclossiana excelsa är en fjärilsart som beskrevs av Schmidt 1912. Proclossiana excelsa ingår i släktet Proclossiana och familjen praktfjärilar. Inga underarter finns listade i Catalogue of Life.